# Thomas Doe
Thomas Bartwell "Tom" Doe, Jr., född 12 oktober 1912, död 19 juli 1969, var en amerikansk bobåkare.
Doe blev olympisk silvermedaljör i femmansbob vid vinterspelen 1928 i Sankt Moritz.